# اردوگاه کار اجباری تارفال
اردوگاه کار اجباری تارفال (انگلیسی: Tarrafal concentration camp) یا تارافال یک اردوگاه کار اجباری بود که در روستای چائو بوم، در شهرداری تارافال، در جزیره سانتیاگو، دماغه سبز در کیپ ورد قرار داشت.
این اردوگاه در سال ۱۹۳۶ و در جریان فرایند بازسازی سیستم زندان‌های استادو نوو (پرتغال) تأسیس شد، با هدف بازداشت زندانیان سیاسی و اجتماعی. مکان آن به‌طور استراتژیک انتخاب شده بود، هم به دلیل دور بودن از مناطق شهری برای جلوگیری از افشای اطلاعات، و هم به دلیل داشتن آب و هوای ناسالم، با آب آشامیدنی کم و تعداد زیاد پشه‌ها در فصول بارانی که موجب شیوع بیماری‌ها می‌شد. هدف اصلی آن این بود که مخالفان سیاسی و اجتماعی آنتونیو سالازار، دیکتاتور پرتغالی، را از دنیای بیرون جدا کرده و آن‌ها را در شرایط انسانی‌زدایی از اسارت، بدرفتاری و ناسالمی روانی و جسمی نابود کند.
ایدئولوژیکاً، تارافال دو هدف داشت. اول، از آن برای حذف و جداسازی زندانیان سیاسی که در زندان‌های اصلی پرتغال با اعتراضات و تحصن‌ها نظم را مختل کرده بودند، استفاده می‌شد. دوم، شرایط سخت اردوگاه برای ارسال پیامی واضح به مخالفان در پرتغال بود که رژیم استبدادی سالازار هیچ گونه مخالفت سیاسی را تحمل نخواهد کرد. این اهداف در بندهای ابتدایی قانون شماره ۲۶۵۳۹ (Decreto-Lei n. º ۲۶ ۵۳۹) که برای ساخت زندان تارافال تصویب شد، به‌وضوح تعریف شده بود. این قانون بیان می‌کرد که اردوگاه تحت کنترل PVDE (پلیس مراقبت و دفاع از دولت) برای تبعید زندانیان سیاسی و اجتماعی است که در زندان‌های دیگر اختلال ایجاد کرده و به‌عنوان «عنصر مضر» برای دیگر زندانیان شناخته شده‌اند.
مرحله اول این اردوگاه از ۱۹۳۶ تا ۱۹۵۴ برای مخالفان پرتغالی بود. در ۲۹ اکتبر ۱۹۳۶، اولین گروه ۱۵۷ نفره از زندانیان ضدفاشیسم از لیسبون به این اردوگاه منتقل شدند، که برخی از آن‌ها از شرکت‌کنندگان در شورش ملوانان ۱۹۳۶ بودند. در دو سال اول، زمانی که تنها پناهگاه زندانیان چادرهای بادی بود، آن‌ها مجبور شدند ۴۵ روز در دمای بسیار بالا برای ساخت دیوار اردوگاه و سایر زیرساخت‌ها کار کنند. زمانی که اولین بیماری‌ها آغاز شد، تنها پزشک حاضر هیچ دارویی برای درمان بیماران نداشت و فقط گواهی فوت صادر می‌کرد. از مجموع ۳۴۰ زندانی ضدفاشیستی پرتغالی که از این اردوگاه عبور کردند، ۳۴ نفر جان خود را از دست دادند. قربانیان برجسته شامل بنتو آنتونیو گونسالو، رهبر وقت حزب کمونیست پرتغال، و ماریو کاستله‌هانو، رهبر کنفدراسیون عمومی کار پرتغال بودند. "فراینگ پن" (به انگلیسی: "frying pan") که به آن "اتاق حذف" یا "اتاق شکنجه" نیز گفته می‌شد، مکانی برای تنبیه زندانیان بود که در آن شکنجه می‌شدند، بدون غذا و نور در دماهایی بین ۵۰ تا ۶۰ درجه نگهداری می‌شدند. "فراینگ پن موجب مرگ ۳۰ زندانی و بیماری تعداد زیادی دیگر شد. طبق گزارش موزه فعلی، زندانیان مجموعاً ۲۸۲۴ روز را در "فراینگ پنگذراندند.
در مرحله دوم، که در ۱۴ آوریل ۱۹۶۱ اردوگاه دوباره بازگشایی شد، این اردوگاه محل نگهداری مبارزان مبارزات آزادی‌بخش ملی از جنگ استعماری پرتغال در آنگولا، گینه بیسائو و کیپ ورد شد. ۱۰۶ نفر از آنگولا، ۱۰۰ نفر از گینه و ۲۰ نفر از کیپ ورد از این اردوگاه گذر کردند. به‌جای «فراینگ پن»، «هولاندینیا» باز شد که تقریباً همان هدف را داشت، با این تفاوت که «کمی بلندتر از قد یک انسان ایستاده، کمی طولانی‌تر از قد یک انسان دراز کشیده، کمی عریض‌تر از قد یک انسان نشسته، با یک پنجره کوچک مشبک» و «یک کوره واقعی» بود. یک زندانی سیاسی آنگولایی و دو زندانی سیاسی گینه‌ای در این اردوگاه جان خود را از دست دادند.
پس از انقلاب میخک در سال ۱۹۷۴ و پایان دیکتاتوری استادو نوو، این اردوگاه یک هفته بعد بسته شد. در سال ۲۰۰۹ به موزه مقاومت تبدیل شد و در حال حاضر پروژه‌ای در دست اقدام است تا این اردوگاه برای ثبت در میراث جهانی معرفی شود. در ۱۴ اوت ۲۰۱۶، دولت کیپ ورد اردوگاه کار اجباری تارافال در سانتیاگو و بخش‌های وابسته آن را به‌عنوان یک میراث ملی جمهوری کیپ ورد شناخته است. به‌منظور گرامیداشت مبارزه ضدفاشیستی و مقاومت در کیپ ورد، ۲۹ اکتبر به‌عنوان «روز مقاومت ضدفاشیستی» نامگذاری شد.

## نام‌ها
این اردوگاه با نام «اردوگاه کار اجباری تارافال» (پرتغالی: campo de concentração do Tarrafal) و به‌طور غیررسمی به عنوان «اردوگاه مرگ تدریجی» (پرتغالی: campo da morte lenta) یا «اردوگاه تارافال» (پرتغالی: campo do Tarrafal) شناخته می‌شد. نام رسمی اردوگاه در مرحله اول «مستعمره جزای کیپ ورد» (پرتغالی: colónia penal de Cabo Verde) و در مرحله دوم «اردوگاه کار چائو بوم» (پرتغالی: campo de trabalho de Chão Bom) بود. این اردوگاه همچنین به نام‌های «دهکده مرگ»، «مرداب مرگ» و «جهنم زرد» نیز شناخته می‌شد.

## تاریخچه

### تأسیس
اردوگاه کار اجباری تارافال در سال ۱۹۳۶ بر اساس فرمان شماره ۲۶:۵۳۹ در تاریخ ۲۳ آوریل ۱۹۳۶ تأسیس شد، در چارچوب بازسازی سیستم زندان‌های استادو نوو (پرتغال)، با هدف بازداشت زندانیان سیاسی و اجتماعی. مکان این اردوگاه به‌طور استراتژیک انتخاب شده بود، هم به دلیل دور بودن از مناطق شهری برای جلوگیری از افشای اطلاعات و هم به دلیل داشتن آب و هوای ناسالم، با آب آشامیدنی کم و تعداد زیاد پشه‌ها در فصول بارانی که موجب شیوع بیماری‌ها می‌شد و بسیاری از زندانیان جان خود را از دست می‌دادند. ساخت اردوگاه مسئولیت وزارت وزارت امور عمومی و ارتباطات بود و طرح آن توسط کاتینلی تلمو طراحی شد، با نام "مستعمره جزای کیپ ورد". کاندیدو دی اولیویرا می‌گوید که هدف واقعی ساخت اردوگاه به دلیل ترس از افکار عمومی پرتغالی و بین‌المللی اعلام نشد. طبق "پرونده تارافال" از انتشارات "آوانته!"، بیشتر نگهبانان اعضای PSP بودند که به PVDE و لژیون پرتغالی مرتبط بودند.

### اهداف
«مستعمره جزای تارافال» توسط زندانیان آن به‌عنوان یک اردوگاه کار اجباری نامیده می‌شد، زیرا مشابه اردوگاه‌های کار اجباری آلمان نازی بود و به «اردوگاه مرگ تدریجی» معروف بود، زیرا هدف اصلی آن نابود کردن جسمی و روانی مخالفان پرتغالی و آفریقایی دیکتاتوری آنتونیو سالازار بود و آن‌ها را در شرایط غیرانسانی حبس، بدرفتاری و ناسالمی نگه می‌داشت تا آن‌ها را از دنیای بیرون جدا کند. در مرحله اول، از ۱۹۳۶ تا ۱۹۵۴، این اردوگاه محلی برای زندانیان مخالف رژیم فاشیسم پرتغال بود. تاریخ‌نگار فرناندو روزاس تارافال را «اوج سرکوب در پرتغال» و «وحشیانه‌ترین نوع سرکوبی که فاشیسم در برابر مقاومت پیدا کرد» می‌داند، که «میدانی بود که مبارزه ضدفاشیستی پرتغالی‌ها با مبارزات ضداستعماری یا میهن‌پرستان جنبش‌های آزادی ملی هم‌راستا می‌شد». دیکشنری تاریخ پرتغال (۲۰۰۰) آن را به‌عنوان «محل حبس خودسرانه مخالفان رژیم» و «جوهر تروریسم دولتی تحت سالازار» توصیف می‌کند. نحوه عملکرد تارافال و روش‌های آن در برخورد با زندانیان مشابه دیگر اردوگاه‌های کار اجباری زمان خود بود. زندانیان به‌طور روزانه مورد مجازات، شکنجه، کار اجباری، تغذیه ناکافی و کمبود مراقبت‌های پزشکی قرار می‌گرفتند. بیشتر دستگیری‌ها خودسرانه بود.
PVDE رژیم اردوگاه را به‌شدت بر اساس مدل اردوگاه‌های کار اجباری آلمان نازی طراحی کرده بود. زندانیان تحت سلطه وحشیانه‌ای قرار داشتند. قوانین سخت‌گیرانه اعمال می‌شد و اطلاعات خارجی ممنوع بود. PVDE از خشونت جسمی و روانی علیه زندانیان استفاده می‌کرد که شامل محرومیت از خواب، کتک زدن و تحقیر می‌شد. مردان و زنان برای دریافت اطلاعات در مورد سازمان‌ها و شبکه‌های خود در پرتغال شکنجه می‌شدند. شدیدترین مجازات‌ها در سلولی بتنی به نام "فراینگ پن" (به انگلیسی: "frying pan") انجام می‌شد. در این ساختمان بدون پنجره با ابعاد ۶ متر در ۳ متر، دمای روز می‌توانست به ۶۰ درجه سلسیوس برسد. زندانیان ممکن بود برای روزها، هفته‌ها یا ماه‌ها در این سلول‌ها نگهداری شوند. هنگامی که در سایر اردوگاه‌ها از این نوع سلول‌ها استفاده می‌شد، این شرایط منجر به دهیدراتاسیون شدید، خستگی ناشی از گرما و مرگ می‌شد.